# Evander da Silva Ferreira
Evander da Silva Ferreira (Rio de Janeiro, 9 de junho de 1998), conhecido como Evander, é um futebolista brasileiro que joga como meia-atacante, tendo sido revelado pelo Vasco da Gama. Atualmente defende o Cincinnati.

## Carreira

### Vasco da Gama
Estreou no Vasco em 5 de março de 2016 como substituto de 85 minutos em uma vitória por 3 a 1 no Campeonato Carioca contra o Bonsucesso. Futuramente, nesse mesmo ano, venceria o Campeonato e a Taça Guanabara. Um ano depois, venceria a Taça Rio.
Ele marcou seu primeiro gol profissional em 8 de novembro de 2017 contra o Santos na 33ª rodada da Série A brasileira.
Em 31 de janeiro de 2018, Evander tornou-se no mais jovem jogador do Vasco da Gama a marcar dois gols num jogo da Libertadores, frente à Universidad de Concepción.
Sua passagem pelo Vasco foi negativamente marcada por uma foto em 2018. Na ocasião, Evander, Wellington, Paulão, Erazo, Gabriel Félix, Fabrício e Rafael Galhardo posaram para uma foto com uma legenda que ironizava a participação desses mesmos jogadores no time, já que recebiam, constantemente, diversas críticas por parte dos vascaínos. A repercussão foi imediata e os adeptos do Gigante da Colina criticaram os envolvidos que rapidamente apagaram as publicações de seus perfis e postaram um pedido de desculpas:
| “                                              | Queríamos pedir desculpas pela publicação feita por nós. Em nenhum momento pensamos em desrespeitar a instituição Vasco da Gama e sua imensa torcida. Sabemos o peso dessa camisa e que a cobrança é algo normal quando se joga num clube dessa grandeza. Nunca achamos que uma brincadeira iria ter essa repercussão toda. Agora, refletindo, reconhecemos que o momento para a postagem não era o ideal. O que importa é que seguimos comprometidos com o Vasco e iremos honrar essa camisa todas as vezes que entrarmos em campo. | ” |
| — A Nota dos jogadores em relação ao ocorrido. | |   |

Após o ocorrido, Evander tivera menos oportunidades no elenco e posteriormente deixou o Vasco, onde fez 52 partidas e foi se aventurar pela Dinamarca.

### Midtjylland
Em 27 de agosto de 2018, o Vasco confirmou que Evander havia sido emprestado ao Midtjylland para a temporada 2018–19 com uma cláusula de rescisão de DKK 18 m (cerca de € 2,4 m) para o verão de 2019. Ele fez sua estreia competitiva em 26 de setembro de 2018 em uma vitória por 2 a 1 na copa Dalum IF, onde marcou seu primeiro gol.Evander marcou seu primeiro gol na liga na vitória por 4 a 1 fora de casa contra o Nordsjælland, em 20 de outubro (13ª rodada).
Evander encerrou sua primeira temporada como titular, marcando nove gols em 26 jogos do campeonato. Além de conquistar a Copa da Dinamarca
Em 15 de janeiro de 2019, o Midtjylland concordou com o Vasco da Gama numa transferência permanente para Evander, concordando com uma transferência futura no valor de 15 milhões de DKK, inferior à cláusula original de libertação. Em março de 2019, ele ganhou o prêmio de melhor Jogador do Mês da Superliga.No fim da temporada conquistou o Campeonato Dinamarquês.
Na temporada 2021/2022, Evander voltou a ser campeão da Copa da Dinamarca. Ele também se despediu do clube, onde fez 158 jogos e 44 golos, indo jogar na terra do Tio Sam.

### Portland Timbers
Em 5 de dezembro de 2022, o Portland Timbers adquiriu Evander em uma transferência total do FC Midtjylland. Assinado como Jogador Designado, Evander tem contrato até 2026 com opção de clube em 2027.
O clube norte-americano pagou 10,2 milhões de dólares, ou seja, cerca de R$ 53 milhões na cotação da época.

## Seleção Brasileira
Defendeu a Seleção Sub-15, em 2013. Dois anos depois, em 2015, ajudou a Seleção Brasileira a conquistar o Campeonato Sul-Americano Sub-17, marcando 3 gols. Evander também disputou a Copa do Mundo Sub-17 da FIFA de 2015.

## Títulos
Vasco da Gama
- Taça Guanabara: 2016
- Campeonato Carioca: 2016[2]
- Taça Rio: 2017

Midtjylland
- Campeonato Dinamarquês: 2019–20
- Copa da Dinamarca: 2018–19 e 2021–22

Seleção Brasileira
- Campeonato Sul-Americano de Futebol Sub-17 de 2015